# 福岡県立鞍手高等学校
福岡県立鞍手高等学校（ふくおかけんりつ くらてこうとうがっこう）は、福岡県直方市山部にある公立高等学校。通称「鞍高」（くらこう）。
また、分校が鞍手郡鞍手町大字木月にある。分校については福岡県立鞍手高等学校鞍手町立豊翔館を参照。

## 設置学科
全日制課程
- 普通科
  - 一般コース
  - 人間文科コース
- 理数科（理数に関する学科）

定時制課程
- 普通科

## 沿革

### 年表
- 1918年（大正7年）4月 - 福岡県立鞍手中学校として開校。
- 1922年（大正11年） - プラタナスを植樹。
- 1948年（昭和23年）4月 - 学制改革により、福岡県立鞍手高等学校となる。
- 1949年（昭和24年） - 男女共学となる。
- 1956年（昭和31年） - 鞍手分校を福岡県立鞍手高等学校の定時制課程とする。
- 1957年（昭和32年） - 不審火により、4月に第二棟・第三棟、5月に第四棟・第五棟（計24教室）が全焼する。
- 1961年（昭和36年） - 不審火により、本館が全焼する。
- 1990年（平成2年） - 新校門竣工。
- 1995年（平成7年） - 理数科を設置。
- 1997年（平成9年） - 人間文科コースを設置。
- 2012年（平成24年） - スーパーサイエンスハイスクール指定校になる。
- 2015年（平成26年） - スーパーグローバルハイスクール指定校になる。
- 2017年（平成29年） - スーパーサイエンスハイスクールの2期目が認可される[1]。

## 教育方針

### 校訓
質実剛健
自学自習

### 校是
たくましき前進者たれ

### スローガン
「不易流行」

### 学習スケジュール管理
K-Note

## 校風

### 制服
男子は濃紺色（限りなく黒に近い）学生服。女子は赤色ネクタイのセーラー服。また、男子は学生帽着用。男子のみ、下駄履きも許可されている。

## 部活動
運動部
- 野球
- 剣道
- 弓道
- 卓球
- 陸上競技
- ラグビー
- サッカー
- テニス
- ソフトテニス
- バレー
- バスケットボール
- バドミントン
- 総合運動部（水泳、空手）
- ソフトボール

文化部
- 吹奏楽
- 文藝
- 新聞
- ESS（英会話）
- 合唱
- SSH（化学）
- SSH（生物）
- SSH（数学）
- 放送
- 茶華道
- 家庭科
- 美術
- 書道

その他　
- 應援団
- 生徒会

## 通学区
福岡県第十三学区（鞍手郡および旧鞍手郡の直方市、宮若市、小竹町、鞍手町）
- 全日制普通科一般コースは第十三学区内のほか、北九州市のうち木屋瀬中学校の校区、飯塚市のうち頴田中学校の校区、田川郡福智町全域から通学可能。
- 理数科は筑豊地区（第十一・第十二・第十三学区）を通学区とし、上記の通学区域のほか、田川市・田川郡・飯塚市・嘉麻市・桂川町全域から通学可能です。普通科人間文化コースは、福岡県全域が通学区となっています。

## 通学手段など
最寄り鉄道駅など
- JR九州・平成筑豊鉄道直方駅より徒歩約10分
- JR九州バス鞍手高校前バス停より徒歩約3分
- JR九州バス直方駅前バスセンターおよび西鉄バス直方バスセンターより徒歩約15分

## 著名な出身者

### 政治
- 谷伍平 - 元北九州市長 ※旧制
- 安恒良一 - 元日本社会党参議院議員 ※旧制
- 川原勝麿 - 元直方市長 ※旧制
- 有吉威 - 元直方市長
- 壬生隆明 - 元直方市長
- 大塚進弘 - 直方市長
- 有吉哲信 - 元宮若市長
- 塩川秀敏 - 宮若市長
- 俵義文 - 社会運動家 ※定時制

### 教育
- 石井修道 - 禅宗史学者、駒澤大学名誉教授
- 梶山千里 - 元九州大学総長、元福岡女子大学学長
- 高山倫明 - 言語学者、九州大学名誉教授

### アート・文芸
- 伊馬春部 - 作家 ※旧制
- 高原弘吉 - 作家 ※旧制
- 野見山朱鳥 - 俳人（菜穀火主宰） ※旧制
- 谷口茂 - 画家
- 石原祥嗣 - 陶芸家（石原祥窯）
- 中村秀樹 - 元潜水艦長、軍事史家

### 芸能
- 入江雅人 - 俳優
- 松尾清憲 - ミュージシャン
- 土居上野 - お笑い芸人

### スポーツ
- 天野富勝 - 水泳選手 ※旧制
- 古田康治 - 陸上競技選手 ※旧制
- 古野淳 - 登山家、日本山岳会会長
- 阿部憲一 - 元プロ野球選手
- 藤井秀通 - 元プロ野球選手
- 三友康平 - 元プロバスケットボール選手

### 経済
- 坂田友三郎 - 元直方商工会議所会頭
- 溝口哲也 - 元東芝顧問（ダイナブックの父）
- 佐藤泉 - RKB毎日放送代表取締役社長
- 安藤隆之 - ダルトン代表取締役社長
- 松尾和利 - ジーダット代表取締役社長
- 野田孝寛 - ADKエモーションズ代表取締役会長